# 香港大學專業進修學院
香港大學專業進修學院（英語：University of Hong Kong School of Professional and Continuing Education，簡稱HKU SPACE）是隸屬於香港大學以有限擔保公司形式運行的自資教學部門。學院創立在於完成香港大學力為社會開拓終身學習機會的使命、為香港、中國內地及亞太地區提供專業及持續教育。學院共提供972個兼職課程及76個全職課程（2021/2022）。

## 學院使命
- 聯同香港大學、本地及海外機構，提供終身學習機會[2]
- 與不同界別的持份者攜手合作，提供教育及培訓
- 推動終身學習，實現具公民學養及生活優裕的社會
- 提供教育，服務本地，及亞太地區社群
- 促進與本地及全球伙伴合作

## 歷史
- 1957年成立，原是香港大學校外課程部，是香港首個由大學開辦的校外持續教育部門。
- 1992年起改名為香港大學專業進修學院。
- 1996年起自負盈虧。
- 1999年起改組為有限擔保公司。
- 2000年創立香港大學附屬學院，成為香港首家提供副學位課程的院校。
- 2003年成立香港大學專業進修學院國際學院，與海外大學合作提供學位課程。
- 2004年成立香港大學專業進修學院校友會。
- 2006年與保良局共同成立香港大學專業進修學院保良局何鴻燊社區書院。
- 2010年成立香港大學專業進修學院中國商業學院。
- 2014年設立「香港大學專業進修學院榮譽院士」，致謝對學院及終身教育淵源深厚的人士。

### 歷任長官
香港大學校外課程部總監
- Gerald G. Mooren（1956年－1957年，候任）
- Gerald G. Mooren（1957年－1960年）
- 賴恬昌（1960年，署任）
- Ienuan W. Hughes（1960年－1967年）
- Roger Williams（1967年－1968年，署任）
- Roger Williams（1968年－1986年）
- 李鍔（1986年－1992年）

香港大學專業進修學院院長（香港大學部門時期）
- 李鍔（1992年－1995年）
- 楊健明（1997年－1999年）

香港大學專業進修學院院長（有限擔保公司時期）
- 楊健明（1999年－2008年）
- 李焯芬（2008年－2015年）
- 李經文（2015年－現時）

## 管治架構
學院透過學院董事局及持續專業教育及終生學習委員會，制定總體政策，以及行使香港大學的管治。學院最高管理人為院長，直接管理國際事務、規劃及未來業務發展項目，其餘項目則透過管理層完成：

### 香港大學代表成員
| 香港大學代表成員                                             | 任命日期 | 職責       |
| ------------------------------------------------------------ | -------- | ---------- |
| 張翔教授（香港大學校長）                                     |          | 任命董事局 |
| 何立仁教授（香港大學專業進修學院董事局主席及香港大學副校長） |          | 任命董事局 |
| 曾詠詩女士（香港大學教務長；代表香港大學）                   |          | 任命董事局 |
| 勞同聲先生（香港大學財務處長）                               |          | 任命董事局 |
| 李經文教授（香港大學專業進修學院院長）                       |          | 任命董事局 |

### 董事局成員
| 董事局成員 | 董事局成員   | 董事局成員 |
| ---------- | ------------ | ---------- |
| 成員及職位 | 成員及職位   | 任命日期   |
| 主席       | 何立仁教授   |            |
| 董事       | 陳應城教授   |            |
| 董事       | 招卓敏女士   |            |
| 董事       | 趙啟聰醫生   |            |
| 董事       | 趙寶貽教授   |            |
| 董事       | 李經文教授   |            |
| 董事       | 勞同聲先生   |            |
| 董事       | 文頴怡女士   |            |
| 董事       | 譚張翠芬女士 |            |
| 董事       | 田之楠教授   |            |
| 董事       | 謝國生博士   |            |
| 董事       | 黃思齊教授   |            |
| 董事       | 王于漸教授   |            |
| 董事       | 胡國強先生   |            |
| 董事       | 楊光先生     |            |
| 秘書       | 祁樂彬博士   |            |

### 管理架構
| 管理架構                                      | 管理架構     | 管理架構  | 管理架構 |
| --------------------------------------------- | ------------ | --------- | --- |
| 職位                                          | 名稱         | 任命日期  | 職責及管理事項 |
| 領導層                                        |              |           | |
| 院長                                          | 李經文教授   | 2015年7月 | - 國際事務 - 規劃 - 未來業務 - 發展項目 - 領導層 |
| 領導層                                        |              |           | |
| 資訊主管                                      | 陳真良博士   |           | - 資訊科技服務 - 現有業務發展項目 |
| 常務副院長（學務）                            | 祁樂彬博士   |           | - 董事局／學院管理／風險／規範 - 法律／合約／事務 - 學術質素保證及提升 - 學務 - PCEA Ltd. - 何超蕸教與學中心                                                                           |
| 常務副院長（行政及資源）                      | 陳阮德徽博士 |           | - 財務 - 人力資源 - 物業及設施 - 傳訊及拓展 - 校友會 - 學院基金 - 國際學院 |
| 常務副院長（文學及科學）                      |              |           | - 人文及法律學院 - 生物科學及科技學院包括中醫學 - 中醫臨床中心及中藥房 - 研究及網絡教學                                                                                                |
| 常務副院長（商學及中國發展） 暨中國商學院院長 | 劉寧榮教授   |           | - 金融商業學院 - 企業研究院 - 中國商業學院（中國內地） - 香港大學專業進修學院咨詢服務有限公司（北京／上海／成都） - 香港大學專業進修學院前海教育咨詢服務有限公司（深圳／廣州／大灣區） |
| 常務副院長暨附屬學院校長                      | 盧兆興教授   |           | - 香港大學附屬學院 - 香港大學專業進修學院保良局何鴻燊社區書院 |

## 部門

### 學院
- 金融商業學院
- 人文及法律學院
- 生命科學及科技學院
- 香港大學附屬學院
- 香港大學專業進修學院保良局社區書院
- 香港大學專業進修學院國際學院
- 中國商業學院
- HKU SPACE 企業研究院[]
- 蘇州港大思培科技職業學院
- 明德學院

### 教研中心
- 創意及表演藝術中心
- 高級行政課程及企業培訓中心
- 語言課程中心
- 物流及運輸課程中心
- 網絡教學中心
- 持續教育及終身學習研究中心

## 教學中心

### 教學及報名中心
- 金鐘教學中心
- 統一教學中心
- 港大保良何鴻燊社區書院
- 北角城教學中心（炮台山）
- 港島東分校（北角）
- 港島南分校（薄扶林）
- 九龍東分校（九龍灣）
- 九龍西分校（長沙灣）
- CITA教學中心（九龍灣）

### 已結束校舍
- 香港大學本部
- 香港大學研究生堂教學中心
- 灣仔教學中心（灣景中心大廈基座）
- 九龍西分校（美孚新邨，現址為播道神學院）

## 治療及教研中心
- 金鐘中醫臨床中心及中藥房（金鐘海富中心）
- 名醫館針灸中心（金鐘海富中心）
- 營養學治療及教研中心（北角城中心）
- 自閉症治療中心

## 課程範圍
倫敦大學國際課程（全日制及兼職制）
- 專業會計理碩士 (MSc in Professional Accountancy)
- 會計及金融學理學士
- 銀行及金融理學士
- BSc Business  and Management
- 經濟及管理學理學士
- 電算及資訊系統理學士
- 法律證書（QF 3），文憑（QF 4）及高等文憑（QF 4）
- 全日制同兼讀制非本地銜接學士學位課程
- 法律學士備試課程

Edinburgh Napier University
- 節日及項目管理（榮譽）文學士
- 金融服務（榮譽）文學士

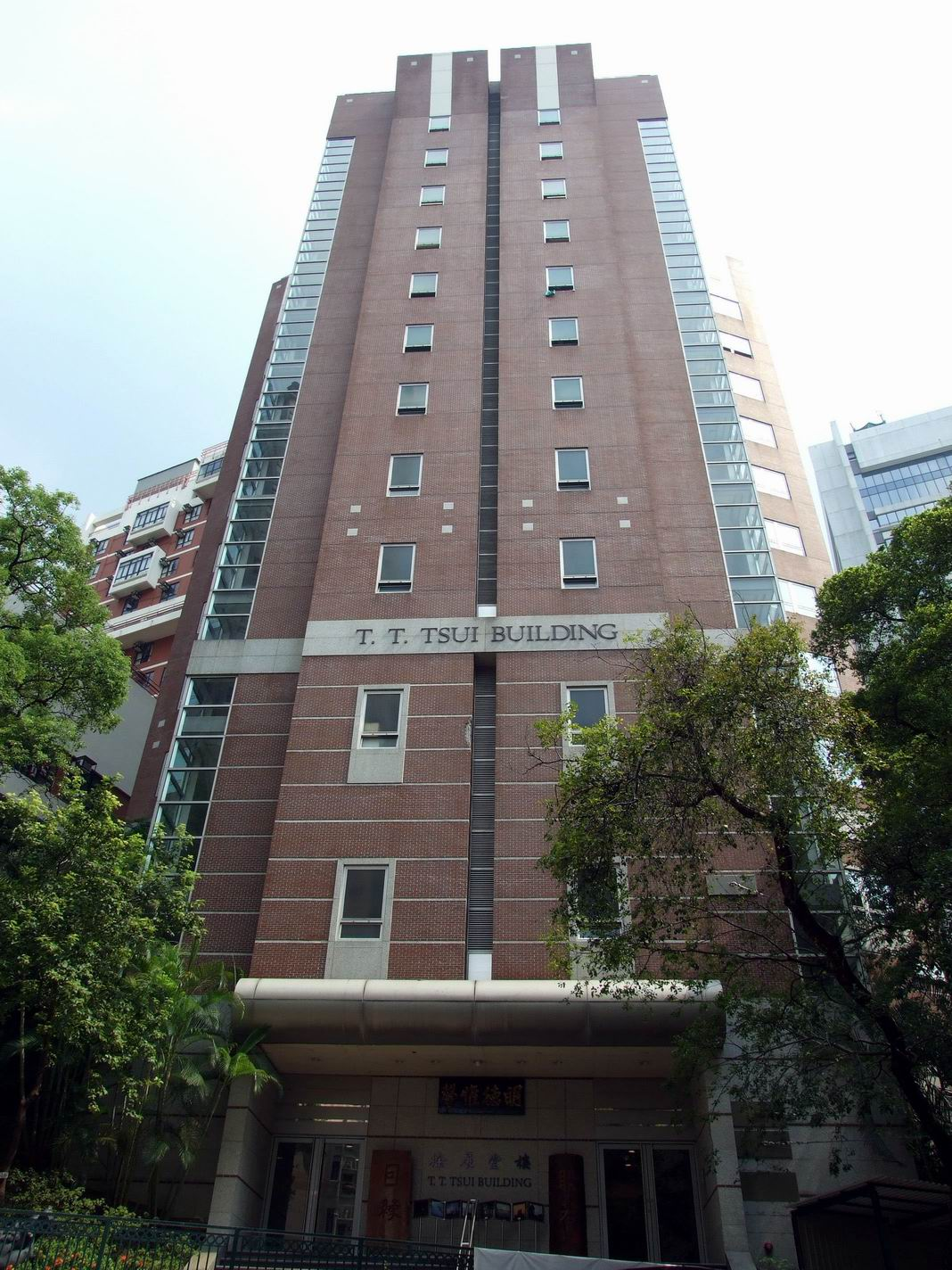
香港大學本部

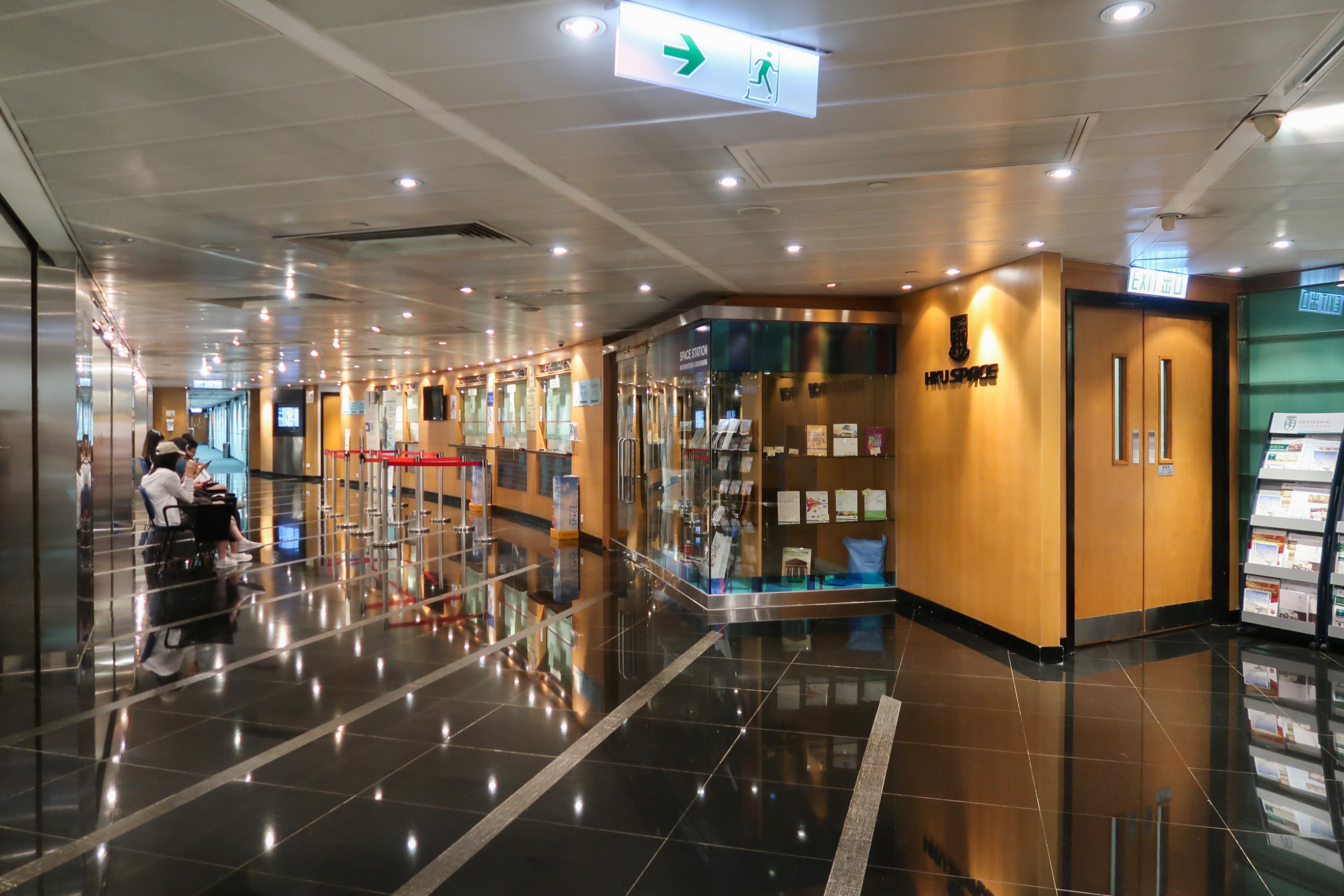
金鐘教學中心

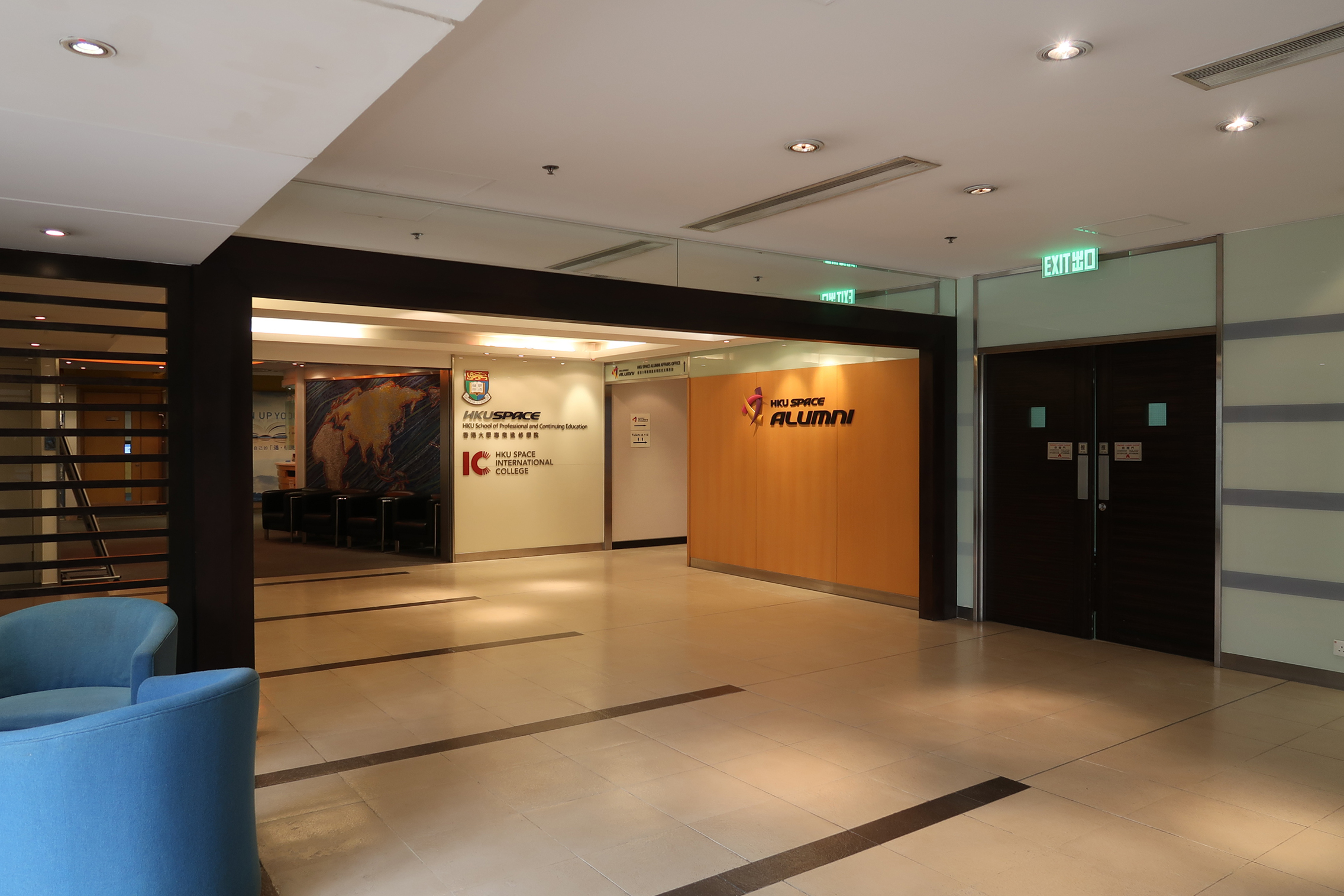
統一教學中心

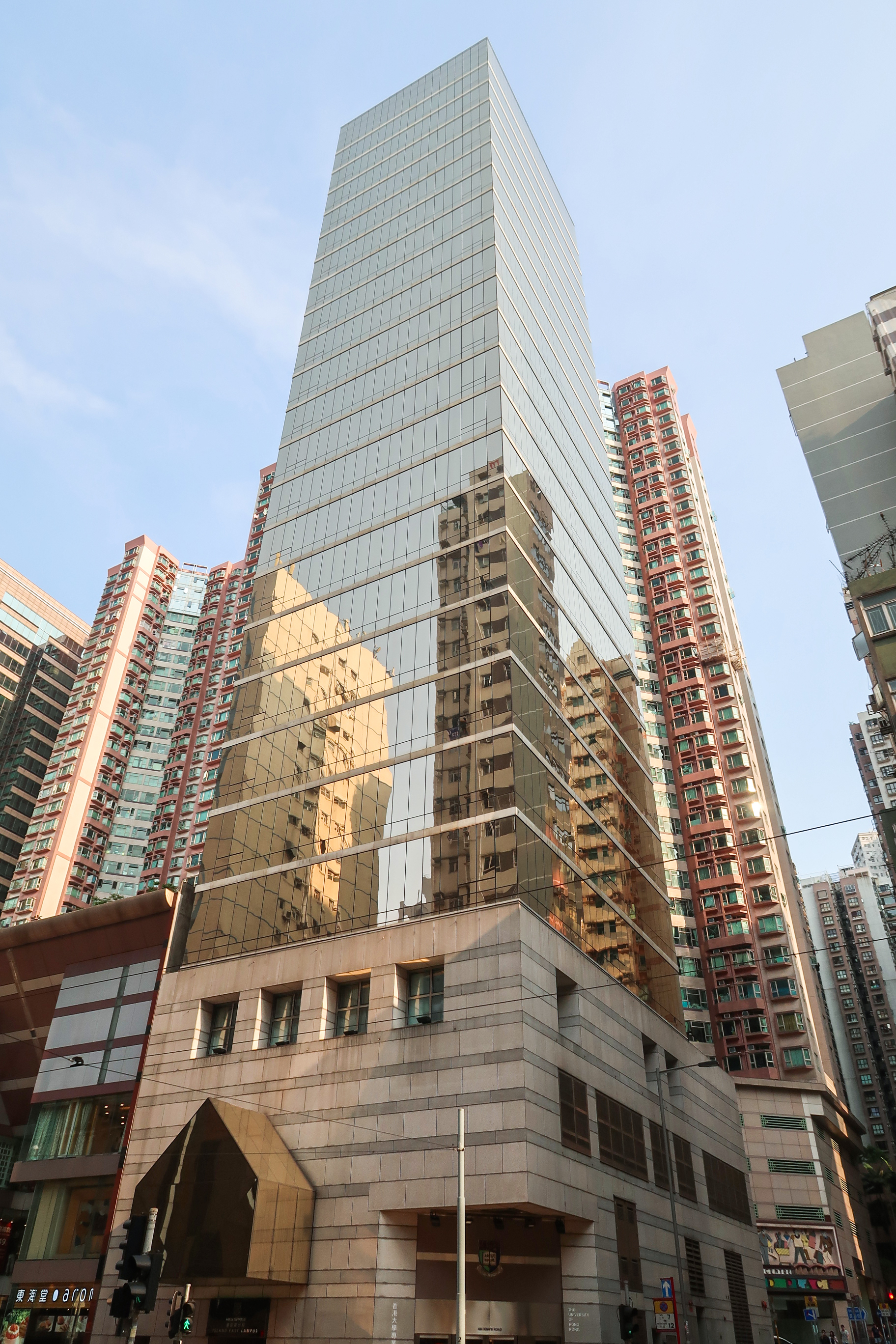
港島東分校

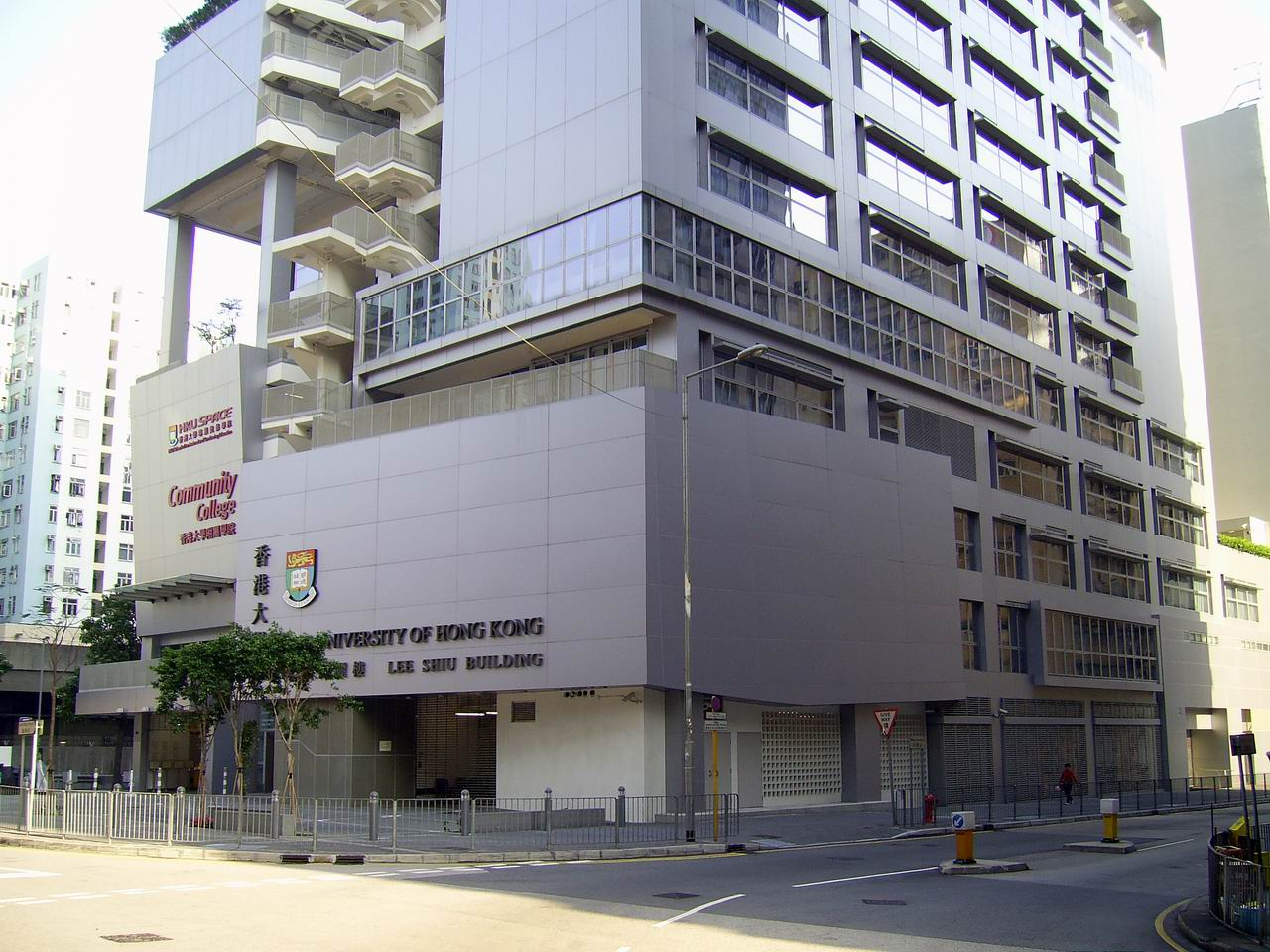
九龍東分校

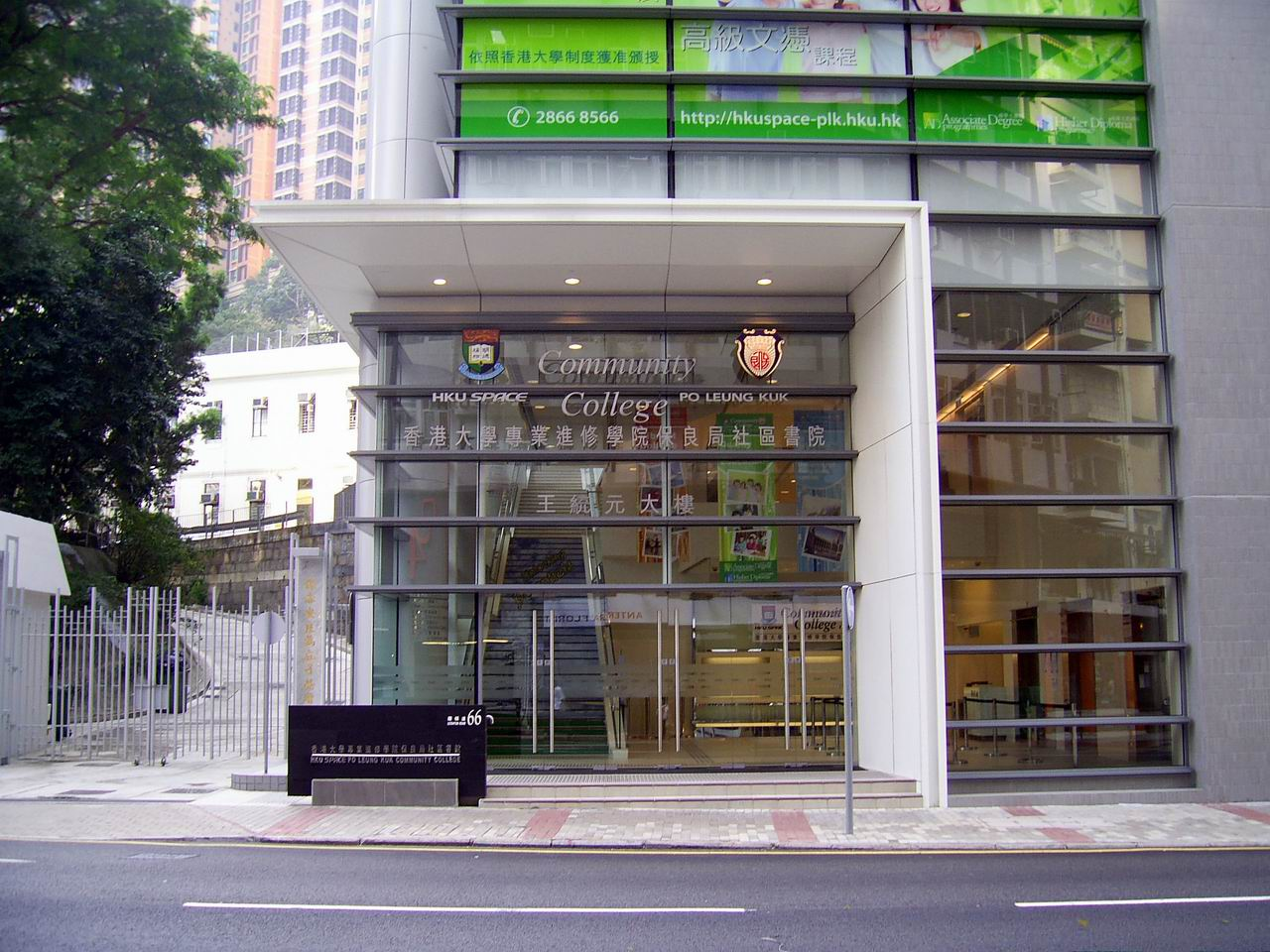
香港大學專業進修學院保良局社區書院

The University of Hull
- 犯罪學（榮譽）文學士
- 犯罪學及社會學（榮譽）文學士
- 犯罪學暨心理學（榮譽）文學士
- 社會學（榮譽）文學士
- 市場學（榮譽）文學士
- 市場及管理學（榮譽）文學士
- 會計學（榮譽）理學士

University of Northumbria at Newcastle
- 運動教練學（榮譽）理學士
- 運動管理學（榮譽）理學士

University of Plymouth
- 商業管理學（榮譽）理學士
- 款客業管理（榮譽）理學士
- 旅遊業管理（榮譽）理學士

## 校友會
香港大學專業進修學院根據公司條例成立了香港大學地產代理專業校友會以及清華大學法學院香港同學暨校友會，此外亦根據社團條例註冊了以下校友會：
- 香港大學專業進修學院公共關係及企業傳播校友會
- 香港大學專業進修學院普通話同學會
- 香港大學專業進修學院調解實務校友會
- 香港大學專業進修學院葡萄酒博滙校友會
- 珠寶及寶石校友會
- 香港大學專業進修學院藝術收藏校友會
- 香港大學專業進修學院金融科技校友會
- 香港大學專業進修學院財務策劃校友會
- 香港大學專業進修學院導賞員校友會

香港大學專業進修學院為已畢業學員提供學院設施及優惠，唯「Circle of Friends 書友會」會籍價格遠高於香港大學校友申請所需的價格。此外，校友會的會員系統與其他院校包括港大亦有所不同，校友會提供不同會員級別，學員於學院畢業即自動成為普通會員將獲得「終身學員證」， 在支付會籍費用後將可升級為永久會員。兩者差別在於永久會員能獲得由校友會提供的特選禮遇，每3個月更新一次。

## 知名校友
- 周家怡：香港女演員
- 何天兒：香港女演員
- HANA菊梓喬：香港女歌手
- 朱晉傑：前香港蘋果日報主播
- Gary Chan：香港特技化妝師
- 招偉亮：香港樂團 NastyDudes 成員
- 霍朗齊：香港音樂創作人
- 林洛綾：香港排舞師
- 劉美詩：前康泰旅行社高級副總經理
- 黃浩乾
- 羅乃萱
- 陳穎恩：香港女歌手
- 葉芊蕙（芊蕙子）：香港YouTuber
- 鍾柔美：香港女歌手